# Christmas in Tahoe
Christmas in Tahoe è l'ottavo album-studio della band pop-rock Train. L'album è stato pubblicato il 13 novembre 2015 dalla CBS Records. È stato preceduto dal singolo Merry Christmas Everybody. L'album contiene esclusivamente canzoni di Natale, perlopiù cover tranne due canzoni originali (Christmas Island e Wait For Mary Christmas) e un rifacimento di Shake Up Christmas.

## Tracce
1. This Christmas – 3:25 (Donny Hathaway, Nadine McKinnor)
2. Christmas Must Be Tonight – 3:20 (Robbie Robertson)
3. The River – 3:40
4. Christmas Island – 3:55
5. Have Yourself a Merry Little Christmas – 4:28 (Hugh Martin, Ralph Blane)
6. Merry Christmas Everybody – 3:14
7. Santa, Bring My Baby Back (To Me) – 2:36 (Aaron Schroeder, Claude Demetrius)
8. What Christmas Means to Me – 2:53 (Allen Story, Anna Gordy Gaye, George Gordy)
9. Wait For Mary, Christmas – 3:35
10. O Holy Night – 3:18 (Adolphe Adam)
11. Shake Up Christmas – 4:07 (Butch Walker, Pat Monahan)
12. Happy Xmas (War Is Over) – 3:33 (John Lennon, Yōko Ono)
13. 2000 Miles – 3:49 (Chrissie Hynde)
14. Tinsel and Lights – 3:13
15. Mele Kalikimaka – 3:00 (Robert Alexander Anderson)

## Staff
Train
- Pat Monahan – voce, chitarra acustica
- Jimmy Stafford – chitarra elettrica
- Jerry Becker - tastiere, chitarra
- Hector Maldonado - basso
- Drew Shoals - batteria
- Sakai Smith - cori
- Nikita Houston - cori